# می یا موتو
می یا موتو (به لاتین: May-Ya-Moto) یک آتشفشان در جمهوری دموکراتیک کنگو است که در جمهوری دموکراتیک کنگو واقع شده‌است. می یا موتو ۹۵۰ متر بالاتر از سطح دریا واقع شده‌است.